# 第六感 (アルバム)
『第六感』（だいろっかん）は、日本の歌手である沢田研二の35作目となるオリジナル・アルバム。
1998年7月15日に東芝EMI／イーストワールドよりリリース、2003年にJULIE LABELより再発。

## 解説
本作はリリース時期の影響か、夏を想起させる歌詞が多く、インナーフォトはライトグリーンを基調とした冷涼なデザインとなっており、曲調もやや落ち着いた印象のものが多いなど、前年の『サーモスタットな夏』とは異なった側面から夏を描出した作品となっている。全編曲は白井良明、デザインは早川タケジ。
作家陣では沢田のソロデビュー曲「君をのせて」を手がけた作詞:岩谷時子と作曲:宮川泰のコンビが復活しており、白井良明の独創的なアレンジを加えて本作のハイライトを彩っている。

## 収録曲
- 全編曲：白井良明

1. ホームページLOVE
  - 作詞:沢田研二／作曲:吉田光
2. エンジェル
  - 作詞:沢田研二／作曲:川村結花
3. いとしいひとがいる
  - 作詞:覚和歌子／作曲:芹澤廣明
4. グランドクロス
  - 作詞:覚和歌子／作曲:白井良明
5. 等圧線
  - 作詞:覚和歌子／作曲:吉田光
6. 夏の陽炎
  - 作詞:岩谷時子／作曲:大山泰輝
7. 永遠に(Guiter Orchestra Version)
  - 作詞:岩谷時子／作曲:宮川泰
8. 麗しき裏切り
  - 作詞:朝水彼方／作曲:依知川伸一
9. 風にそよいで
  - 作詞:沢田研二／作曲:白井良明
10. 君にだけの感情（第六感）
  - 作詞:沢田研二／作曲:樋口了一
  - 「永遠に」のカップリング曲。
11. ラジカル ヒストリー
  - 作詞:覚和歌子／作曲:吉田光